# Lubniewice
Lubniewice là một thị trấn thuộc huyện Sulęciński, tỉnh Lubuskie ở tây Ba Lan. Thị trấn có diện tích 12 km². Đến ngày 1 tháng 1 năm 2011, dân số của thị trấn là 1927 người và mật độ 159 người/km².